# Representative Concentration Pathway
Representative Concentration Pathways (kort: 'RCP' – da: evt. Repræsentative koncentrationsscenarier – RCP-scenarier)
er scenarier for udvalgte koncentrationer (ikke udledninger) af drivhusgasser frem mod år 2100.
Til IPCC's femte hovedrapport (AR5) udvalgte man fire scenarier med betegnelserne RCP2.6 ; RCP4.5 ; RCP6 og RCP8.5 efter det niveau som strålingspåvirkningen i de enkelte scenarier skulle ende på ved år 2100, henholdsvis 2,6 ; 4,5 ; 6,0 og 8,5 W/m2, watt pr. kvadratmeter. Det drejer sig således om den drivhusgaskoncentration der vil blive resultatet af de respektive strålingspåvirkninger (2,6 ... 8,5 W/m2) ved år 2100.
RCP'erne blev valgt til at repræsentere en bred vifte af klimaudfald, baseret på gennemgang af litteratur. De er hverken prognoser eller politiske anbefalinger.
Siden den femte hovedrapport (AR5) vurderes de oprindelige udviklingsforløb i lyset af Shared Socioeconomic Pathways, socioøkomiske forhold. Det gælder også nye RCP'er som RCP1.9, RCP3.4 og RCP7.

## Tidligere scenarier – Fra SRES til RCP
IPCC har siden oprettelsen i 1988 udgivet adskillige rapporter – hoved- og specialrapporter. Rapporten fra 2007 (AR4, fjerde hovedrapport) var baseret på den såkaldte 'SRES'-udledningsrapport fra 2000 (Special Report on Emissions Scenarios) der tog udgangspuknkt i fire 'storylines' og 'family groups'. – Men:
"... Ingen af SRES-scenarierne er formulerede så de tager hensyn til eventuelle globale klimapolitiske beslutninger, som sigter på at afbøde klimaforandringerne. Her adskiller RCP-scenarierne sig væsentligt, idet flere af de nye scenarier specifikt er formulerede som stabiliseringsscenarier. ..."
'Representative Concentration Pathways' (RCP) tager et andet udgangspunkt og indgår i en større ramme – 'a new global RCP–SSP–SPA scenario framework' – hvor man udvider fokus fra overvejende at se på udledninger til også at inddrage socioøkonomiske forhold og klimapolitik, idet 'SSP' står for Shared Socioeconomic Pathways og 'SPA' for 'Shared Policy Assumption'.
RCP'erne definerer i stedet slutpunkter for strålingspåvirkningen ('radiative forcing') på et fremtidigt tidspunkt, år 2100, hvorefter de – for de respektive udvalgte RCP'er ('RCP2.6' osv.) – beskriver vejen eller banen frem til disse valgte tilstande. Informationerne bruges i klimamodeller, hvorved scenarioeksemplerne kan give en forestilling om, hvordan fremtiden kan se ud, afhængigt af de trufne valg.

## RCP-scenarierne
"...I stedet for at begynde med detaljerede socioøkonomiske 'storylines' for at generere udledninger og derefter klimascenarier, begynder den nye proces med et begrænset antal alternative veje ('pathways', forløb over tid) af strålingspåvirkninger (eller koncentrationer af CO2-ækvivalenter), som både er repræsentative for litteraturen om udledningsscenarier og tillige spænder over et bredt spektrum af resulterende drivhusgaskoncentrationer, der fører til klart skelnelige fremtider for klimaet. ..." 
| Scenarie (strålingspåvirkning)                                                                       | Beskrivelse | CO2-konc. (ppm) | Global opvarmning ved 2100 (gns. og sandsynlig spredning) |
| --- | --- | --------------- | --------------------------------------------------------- |
| RCP 2.6                                                                                              | "Peak and Decline" - Strålingspåvirkning topper ~3 W/m2 før 2100 og falder til de 2,6 – Dvs. med overskridelse ('overshoot') | 490             | 1,0 (0,3-1,7) °C                                          |
| RCP 4.5                                                                                              | Stabilisering uden overskridelse ved ~4,5 W/m2                                                                               | 650             | 1.8 (1,1-2,6) °C                                          |
| RCP 6.0                                                                                              | Stabilisering uden overskridelse ved ~6 W/m2                                                                                 | 850             | 2,2 (1,4-3,1) °C                                          |
| RCP 8.5                                                                                              | Strålingspåvirkningen stigende til ~8,5 W/m2 og høj koncentration af drivhusgasser                                           | 1370            | 3,7 (2,6-4,8) °C                                          |
| Forskellige forskergrupper ('modeling teams') har stået for modelleringerne af de enkelte scenarier. | |                 |                                                           |

## Udvalgte akronymer til emnet
Om sammenhængen mellem de første tre akronymer omtalt herunder (RCP–SSP–SPA):
"For bedre at kunne forudse de potentielle virkninger af klimaforandringer kræves forskellige oplysninger om fremtiden, herunder klima, samfund og økonomi, tilpasning og afhjælpning. For at imødekomme dette behov er der udviklet en global ramme med scenarier, hvori der indgår RCP (Representative Concentration Pathways), SSP (Shared Socioeconomic Pathways) og SPA (Shared Policy Assumption) (kort: RCP–SSP–SPA), til brug for IPCC's femte hovedrapport ('Fifth Assessment Report', IPCC-AR5). ..."
| RCP | Representative Concentration Pathway                        | 'Repræsentative koncentratkionsscenarier' er scenarier for udvalgte koncentrationer (ikke udledninger) af drivhusgasser frem mod år 2100. |
| SSP | Shared Socioeconomic Pathways                               | Scenarier for samfundsøkonomiske globale ændringer frem til 2100. De bruges til at udlede scenarier for drivhusgasudledninger ved forskellige klimapolitikker. |
| SPA | Shared Policy Assumption / Shared climate policy assumption | De politiske antagelser man kan blive enige om som svar på forventede klimaændringer. Lokale svar kan være i strid med de globale tendenser. SPA'er indeholder beskrivelser af ændringer i befolkning, menneskelig udvikling, økonomi, livsstil, politik, teknologi og miljø.                                                                                   |
| IAM | Integrated assessment modelling (en)                        | Integreret vurderingsmodellering / Integrerede vurderingsmodeller skal hjælpe med at forstå, hvordan menneskelig udvikling og samfundsvalg påvirker hinanden og den naturlige verden, herunder klimaforandringer. De er 'integrerede', fordi de kombinerer forskellige vidensområder for at modellere det menneskelige samfund sammen med dele af jordsystemet. |
| IAV | Impacts, adaptation, and vulnerability (en)                 | Klimatilpasning vedrører samfundets tilpasning til de klimaændringer der forventes over de kommende årtier. |